# Christiania (teatr)

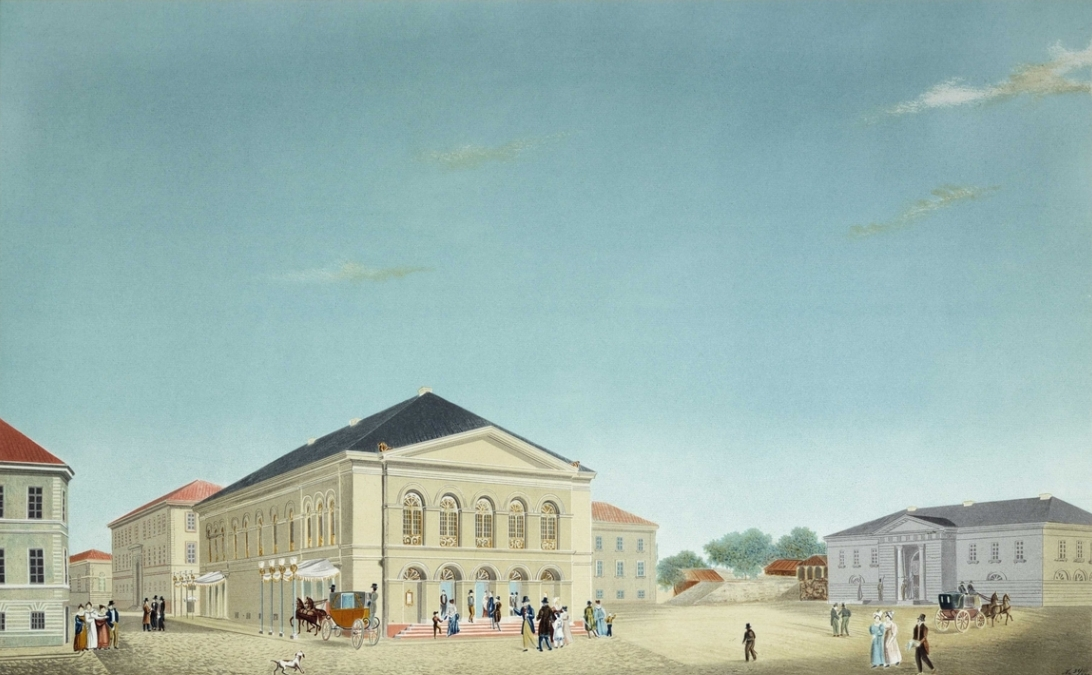
Teatr Christiania, 1837

Christiania (norw. Christiania Theater) – pierwszy publiczny teatr w Norwegii ze stałą siedzibą, położony przy placu Bankowym (Bankplassen), w centrum Christianii. 
Został założony przez Johana Petera Strömberga. Działał od 4 października 1837 roku do 1 września 1899, kiedy to dokonano otwarcia Teatru Narodowego. Pracownikami i aktorami Christianii byli początkowo tylko Duńczycy, więc niejednokrotnie dochodziło tam do konfliktów na tle narodowościowym. Gorącym obrońcą repertuaru norweskiego na tej scenie był pisarz i noblista Bjørnstjerne Bjørnson. Dopiero w roku 1873 w teatrze wystąpiła pierwsza Norweżka, Laura Gundersen. 15 stycznia 1877 roku w budynku wybuchł pożar, ale szkody szybko usunięto. Po inauguracji Teatru Narodowego budynek Christianii został zburzony.